# Mnich nad morzem
Mnich nad morzem (niem. Der Mönch am Meer) – obraz olejny autorstwa niemieckiego malarza okresu romantyzmu Caspara Davida Friedricha namalowany w latach 1808–1810 w Dreźnie. Znajduje się w Alte Nationalgalerie w Berlinie.

## Historia powstania
Dzieło po raz pierwszy zostało publicznie zaprezentowane w 1810 roku na wystawie Akademii Sztuki w Berlinie wraz z pendantem Opactwo w dębowym lesie (niem. Abtei im Eichwald). Po wystawie oba obrazy zostały zakupione przez pruskiego następcę tronu Fryderyka Wilhelma III. 

## Opis i interpretacja
Obraz ma orientację poziomą. Kompozycyjnie podzielony jest na trzy części: pas ziemi, morze i niebo. Brzegiem morza idzie mnich. Otaczają go latające nisko mewy. Morze jest ołowiano-czarne, a nad nim unosi się szara zasłona chmur. Tak przedstawiona przestrzeń stwarza wrażenie pustki.